# Targa Wassay
Targa Wassay (en àrab تاركا وساي, Tārgā Wasāy; en amazic ⵜⴰⵔⴳⴰ ⵡⴰⵙⴰⵢ) és una comuna rural de la província de Guelmim, a la regió de Guelmim-Oued Noun, al Marroc. Segons el cens de 2014 tenia una població total de 857 persones